# Río Mat
El río Mat (en albanés: Mati; en griego antiguo: Μαθις)) es un corto río costero de Albania que discurre por el centro del país. Nace cerca de Martanesh, en el distrito de Bulqizë, y desemboca en el mar Adriático dentro de los límites del municipio de Fushë-Kuqe. Su curso se detiene en dos embalses, uno sensiblemente mayor que el otro, y una central hidroeléctrica.
- Datos: Q519866
- Multimedia: Mat River / Q519866